# IC 5234
IC 5234 — галактика типу S0-a (спіральна галактика) у сузір'ї Тукан.
Цей об'єкт міститься в оригінальній редакції індексного каталогу.